# 고양이 특발성 하부요로기 증후군
고양이 특발성 하부요로기 증후군(Feline lower urinary tract disease, FLUTD)은 고양이의 방광이나 요도에 영향을 미치는 모든 질병을 가리키는 총칭이다.
하부요로기 증후군은 10여가지로 매우 유사한 증상을 보일 수 있다.
- 빈번한 배뇨(다뇨증)
- 소변 내 혈액(혈뇨증)
- 스트레인에 의해서만 천천히 배출되는 고통스럽고 빈번한 소량의 배뇨(통증배뇨)
- 힘들거나 고통스러운 배뇨(배뇨곤란)
- 부적절한 장소 또는 집안 오염에서의 소변.(이상배뇨)

이러한 증상 중 일부는 FLUTD의 한 형태로 인해 폐색 고양이 특발성 방광염 등과 같이 수컷 요도가 막힐 수 있다. 그러나 FLUTD의 비방해적인 형태에서도 동일한 증상이 나타날 수 있다. 따라서, 두 증상 모두 매우 유사하기 때문에 폐색 사례와 비폐색 사례를 구별하기 위해 신중한 차등 진단이 수행되어야 한다. FLUTD 사례의 대부분은 근본적인 원인에 관계없이 비방해적이다.
FLUTD는 성인 고양이에게 흔하며, 전체 고양이의 0.5%에서 1%에 영향을 미친다. 그것은 암수 모두 고양이에게 영향을 미친다. 수컷은 길고 좁은 요도로 인해 장애와 관련된 문제를 일으키기 쉽다. 요로장애는 재발률이 높고, 일부 고양이는 다른 고양이보다 배뇨장애에 더 취약한 것으로 보인다.
고양이 비뇨기증후군(FUS) 용어는 더 이상 사용되지 않는다. 임상 징후가 하나의 원인을 가진 하나의 질병을 나타낸다는 인식을 억제하기 위해 이름이 바뀌었다.